# Segona guerra de Mysore
La Segona guerra de Mysore (1780-1784) fou un conflicte a l'Índia entre el Regne de Mysore i la Companyia Britànica de les Índies Orientals. A l'època, Mysore era un aliat francès clau a la zona, i el conflicte franco-britànic iniciat a causa de la Guerra Revolucionària Americana va ajudar a encendre l'espurna de les hostilitats a l'Índia. Les operacions de la Companyia foren reforçades per tropes de la Corona enviades de la Gran Bretanya, i per tropes enviades de Hannover, que era també governat per Jordi III del Regne Unit.
Després de la conquesta britànica del port francès de Mahé, el governant de Mysore Haidar Ali va obrir hostilitats contra els britànics el 1779, amb èxits significatius en les primeres campanyes. A mesura que la guerra progressava, els britànics van recuperar algunes pèrdues territorials. Tant França com la Gran Bretanya enviaven tropes i esquadrons navals des d'Europa per ajudar a l'esforç de guerra, que s'ampliaren el 1780 quan la Gran Bretanya va declarar la guerra a la República Batava. El 1783 les notícies d'una pau preliminar entre França i la Gran Bretanya van arribar a l'Índia, ocasionant la retirada de suport francès de l'esforç de guerra de Mysore. Els britànics consegüentment també buscaren acabar el conflicte amb Mysore, i finalment van acceptant el Tractat de Mangalore de 1784.

## Antecedents
Haidar Ali governava Mysore (encara que no tenia el títol de rei). Picat pel que considerava un incompliment britànic durant una guerra anterior contra els marathes (tres guerres en les quals va lluitar i va perdre entre 1764 i 1772 contra Madhavrao Peshwa), Haidar Ali establia una aliança amb França per buscar la revenja contra els britànics. A la declaració de guerra de França contra Gran Bretanya el 1778, la Companyia Britànica de les Índies Orientals (llavors fermament atrinxerada a Chennai) decidia expulsar els francesos de l'Índia, prenent els pocs enclavaments i possessions franceses que quedaven al subcontinent. La companyia començava per capturar Pondicherry i alguns altres establiments francesos el 1778. Llavors capturaren el port francès de Mahé a la costa Malabar el 1779. Mahé era de gran importància estratègica per Haidar Ali, que rebia allí els proveïments francesos d'armes i municions, i Haidar ja havia advertit als britànics que estaven sota la seva protecció, i a més havia proporcionat tropes per la seva defensa. Haidar començava a formar una confederació contra els britànics, que, a més a més de França, incloïa els marathes i el nizam d'Hyderabad.

## Guerra
El juliol de 1780 Haidar envaïa el Carnàtic amb un exèrcit de 80.000 homes, principalment cavalleria. Baixava pels passos del Ghats Orientals, cremant pobles per l'amí, abans de posar setge als forts britànics d'Arcot septentrional. Els britànics responien enviant una força de 5.000 homes per alçar els setges. De seu camp a Arcot, Haidar va enviar part del seu exèrcit sota la comanda del seu fill gran, Tipu Sultan, per interceptar una força britànica des de Guntur enviada per reforçar l'exèrcit del coronel Hector Munro 233 km al nord de Madràs. Al matí del 10 de setembre de 1780, la força britànica procedent de Guntur sota comandament del coronel William Baillie va caure sota intens foc de les forces de Tipu prop de Pollilur. Baillie va organitzar la seva força en formació quadrada llarga i va començar a moure's lentament cap endavant. No obstant la cavalleria de Haider va travessar el front de la formació, infligint moltes víctimes i va obligar a Baillie a rendir-se. De la força britànica de 3.820 homes van morir 336. Es va considerar que la derrota fou la més important de la Companyia de les Índies Orientals al subcontinent en aquella època. Munro va reaccionar davant la derrota retirant-se a Madràs, abandonant el seu bagatge i llençant els seus canons al dipòsit d'aigua que hi havia a Conjeevaram, una ciutat petita aproximadament a 50 km al sud de Madràs.
En comptes d'aprofundir en la victòria i continuar cap a una victòria decisiva a Madràs, Haidar Ali en canvi va reprendre el setge a Arcot, que va conquerir el 3 de novembre. Aquesta decisió donava temps al britànics de consolidar les seves defenses al sud, i a l'enviament de reforços a Madràs sota comandament de Sir Eyre Coote.

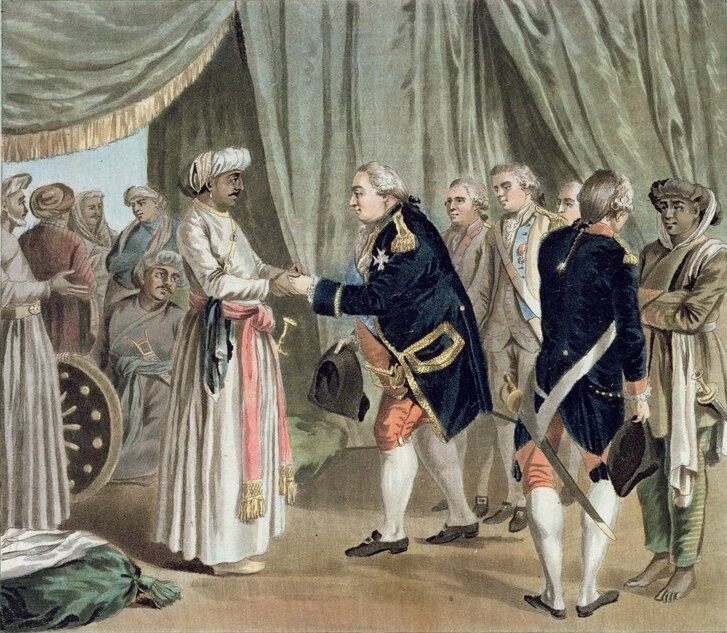
Trobada de Suffren i Haidar Ali el 1782, gravat de J.B. Morret, 1789.

Coote, encara que rebutjat cap a Chidambaram, va derrotar a Haidar Ali tres vegades en les successives batalles de Porto Novo, Pollilur (segona, el 1781) i Sholinghur, mentre que Tipu es veia forçat a alçar el setge de Wandiwash, i l'assetjada Vellorefou aprovisionada. L'arribada de Lord George Macartney com a governador de Madràs a l'estiu de 1781 va portar notícies de la guerra amb la república Batava (Quarta guerra Anglo-Holandesa). Macartney va ordenar la presa dels establiments holandesos a l'Índia, i els britànics van entrar al principal establiment de Negapatam després de tres setmanes de setge, el novembre de 1781, derrotant a les defenses locals que incloïen 2.000 homes d'Haidar Ali. Això va forçar a Haidar Ali a adonar-se que mai podria derrotar completament un poder que tenia el domini de la mar, ja que el suport naval britànic va ser decisiu a la victòria.
El desembre de 1781 Tipu va capturar Chittur de mans britàniques. Tipu també va derrotar el coronel Braithwaite a Annagudi prop de Tanjore (18 de febrer de 1782). Aquest exèrcit constava de 100 europeus, 300 homes de cavalleria, 1400 sipais i 10 peces d'artilleria. Tipu va capturar tot els canons i tot el destacament sencer fou fet presoner. Aquestes operacions donaren experiència militar valuosa a Tipu, cosa que va esdevenir més important després que Haidar va morir el desembre de 1782.
Durant l'estiu de 1782 oficials de la Companyia a Bombai van enviar tropes addicionals a Tellicherry, de d'on començaren operacions en contra dels establiments de Mysore a la costa Malabar. Haidar va enviar a Tipu amb una força nombrosa per contrarestar aquesta amenaça, i aquest va aconseguir un èxit sobre els britànics a Panianee quan es va assabentar de la sobtada mort d'Haidar (d'un càncer). La sortida precipitada de Tipu de l'escena proporcionava una mica d'alleujament a la força britànica, però els oficials de Bombai enviaren altres reforços al Malabar manat pel general Matthews a finals de desembre del 1782 per alleujar la situació quan encara no sabien que Haidar havia mort. Quan reberen aquesta notícia, immediatament ordenaren a Matthews que creués els Ghats Occidentals per prendre Bednore, orde que aquest es va sentir obligat a obeir tot i la manca d'una posició militar sòlida per cobrir l'esforç. Després de la batalla de Hyderghur va foragitar a les forces de Mysores del Ghats i va conquerir Bednore, que es va rendir. Matthews havia sobreestès massa les seves línies de subministrament i aviat va quedar assetjat a Bednore per Tipu, i forçat a rendir-se. Matthews i altres oficials foren portats a Seringapatam, on es suposa presumptament que se'ls va matar en captivitat.
A la costa est, un exèrcit dirigit pel general James Stuart marxava des de Madràs per abastir les fortificacions assetjades i disputar Cuddalore, on forces franceses havien arribat i s'havien unit amb les de Mysore. Stuart va assetjar Cuddalore tot i que les forces eren gairebé iguals en nombre. La flota francesa del Baillie de Suffren va aconseguir refusar a la flota britànica, i desembarcava infanteria de marina per ajudar en la defensa de Cuddalore. Tanmateix, quan es va saber que s'havia signat una pau preliminar entre França i la Gran Bretanya, el setge es va acabar. El general Stuart, que tenia disputes personals amb Lord Macartney, fou finalment cridat a Anglaterra.
Els britànics van capturar Mangalore el març de 1783, però Tipu va portar el seu exèrcit principal allí, i després de recobrar Bednore, assetjava i finalment capturava Mangalore. Alhoraes reubnien les tropes de l'exèrcit de Stuart amb les del coronel Fullarton a la regió Tanjore, on van assetjar Palghautcherry i el novembre entraven a la fortalesa de Palakkad, i tot seguit a Coimbatore trobant poca resistència.

## Tractat de Mangalore
Durant aquest temps els oficials de la Companyia rebien ordres de Londres per acabar la guerra, i entraven en negociacions amb Tipu. D'acord amb un alto el foc preliminar, al Coronel Fullarton se li ordenava que abandonés totes les seves conquestes recents. Tanmateix, a causa d'al·legacions que Tipu violava els termes de l'alto el foc a Mangalore, Fullarton va romandre a Palghautcherry. El 30 de gener de 1784 la guarnició de Mangalore es rendia a Tipu, havent perdut la meitat dels seus integrants principalment per fam i per l'escorbut.
La guerra es va acabar l'11 de març de 1784 amb la signatura del Tractat de Mangalore, en el qual els dos costats acceptaven restaurar un a l'altre les terres conforma a la situació prèvia a la guerra (statu quo ante bellum). El tractat és un document important en la història de l'Índia, perquè era la darrera ocasió en què un poder indi dictava termes als britànics, a qui s'ordenava des de Londres que negociessin una pau. Warren Hastings l'anomenava una pacificació humiliant, i apel·lava al rei Jordi i al Parlament per castigar el govern de Madràs perquè "la fe i honor de la nació britànica per parts iguals s'havien violat." El poble britànic no van engolir bé aquesta humiliació i això va preparar el camí a les següents guerres.
El gran avantatge a Tipu era l'impacte psicològic de la seva victòria amb els britànics. El mode de conclusió era altament satisfactori per a ell. L'anada del comissionat de Madràs a Mangalore per obtenir la pau va fer dir a Munro que tals indignitats eren tant contràries als britànics que calien pocs esforços per rebutjar el Tractat.

## Seqüeles
Aquest fou la segona de les quatre guerres amb Mysore, que finalment van acabar amb control britànic sobre la major part de l'Índia del sud. D'acord amb els termes del Tractat de Mangalore, els britànics no participarien en el conflicte entre Mysore i els seus veïns, l'Imperi Maratha i el Nizam d'Hyderabad que va començar el 1785.